# Changi

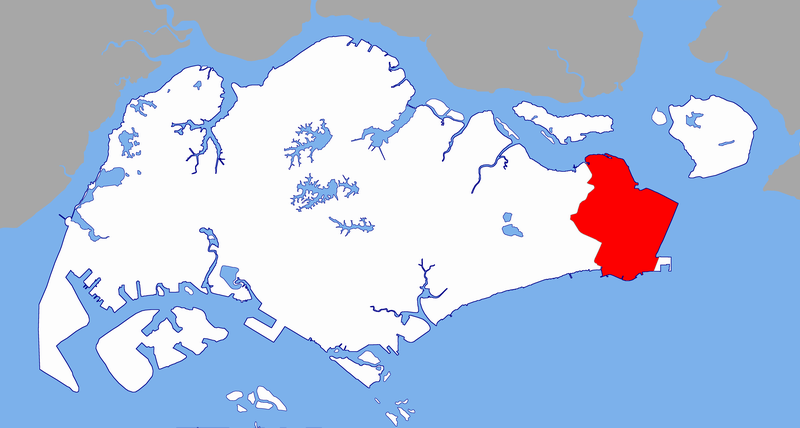
Karta över Changi, östra delen av Sinapore.

Changi är ett område på den östra delen av Singapore. Det är nu en del av Singapore Changi Airport och är också platsen där Changi Prison är beläget. Platsen som var ett japanskt fångläger under andra världskriget som hyste allierade krigsfångar som blivit tillfångatagna i Singapore och Malaysia efter Singapores föll i februari 1942.  
Changi är beläget i närheten av havet och har två kommersiella färjeterminaler, Changi Point Ferry Terminal och Changi Ferry Terminal.  
James Clavell baserad sin roman King Rat på sina upplevelser som krigsfånge i.